# Exon Bengtson
Exon Bengtson (Santa Rosa de Aguán, Honduras, 2 de enero de 1990) es un futbolista hondureño. Juega como delantero y actualmente milita en el Alianza Becerra de la Liga de Ascenso de Honduras.

## Clubes
| Club             | País     | Año             |
| ---------------- | -------- | --------------- |
| Atlético Juvenil | Honduras | 2008 - 2010     |
| Vida             | Honduras | 2011 - 2012     |
| Trujillo F.C.    | Honduras | 2012            |
| Alianza Becerra  | Honduras | 2013 - Presente |